# Breguet (urmärke)

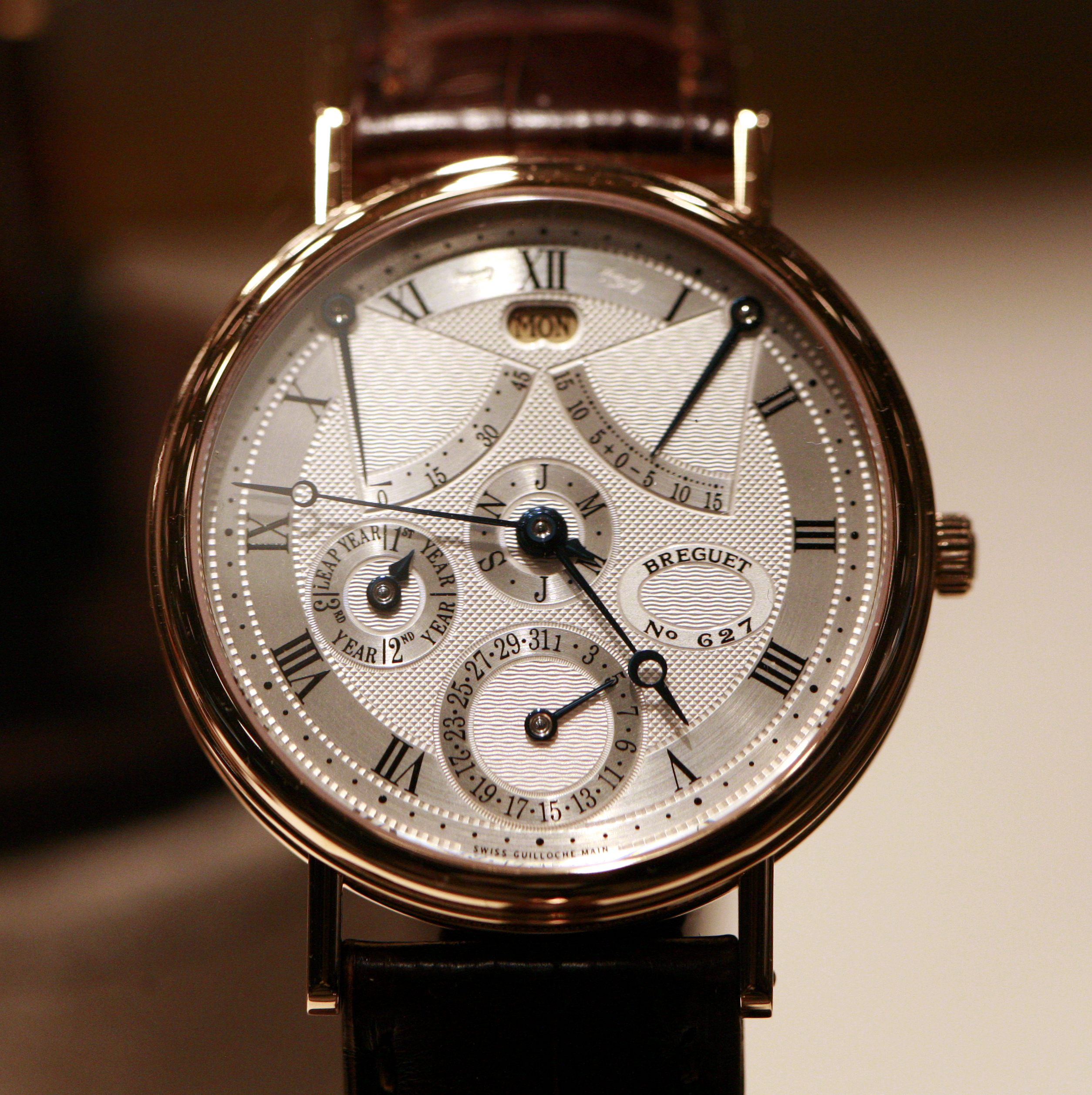
Ett Breguetur

Breguet är en schweizisk urtillverkare som grundades av Abraham-Louis Breguet (1747-1823).
Breguet är mest känd för det första bärbara armbandsuret som levererades till franska kungen Louis XVI och hans drottning Marie-Antoinette runt 1780, samt för att ha tillverkat ett avancerat urverk med tourbillonteknik som patenterades 1801.